# Letícia Sabatella
 (août 2014).
Letícia Sabatella, née le 8 mars 1971,, à Belo Horizonte, est une actrice brésilienne.

## Filmographie

### Télévision
- 1991: Caso Especia, Rita[4]
- 1991: O Dono do Mundo, Taís
- 2017: Tempo de Amar, Delfina Leitão

- 2018: Carcereiros, Érika Guimarães[5]
- 2019: Órfãos da Terra, Soraia Abdallah[6],[7]